# Симчич, Василий Ильич
Василий Ильич Симчич (укр. Васи́ль Іллі́ч Си́мчич; 8 января 1915, с. Средний Березов (ныне Ивано-Франковская область — 1 марта 1978, Киев) — украинский советский актёр, режиссёр, театральный деятель. Заслуженный артист Украинской ССР.

## Биография
После окончания в 1935 году классической гимназии в г. Коломыя, два года выступал, как актёр галицийского передвижного театра «Заграва». После смерти отца в 1937 вернулся в родное село, где кроме занятий по хозяйству, организовал сельский театр.
В 1937—1939 годах учился в Высшей торговой школе во Львове. Весной 1939 года вместе с группой студентов добровольно участвовал в событиях, связанных с провозглашением Августином Волошиным Подкарпатской Руси. Был арестован венгерскими властями, но избежал смертной казни, благодаря заступничеству дяди-священника. В 1939—1940 годах учительствовал в родном селе Средний Березов.
В 1940 году был направлен на трехмесячные курсы учителей в Станислав. После их окончания, поступил в учительский институт на заочное отделение. Великая Отечественная война застала его в Харькове, где находился с экскурсией.
В 1941—1942 годах выступал на сцене Харьковского украинского драматического театра им. Т. Г. Шевченко, в 1944—1962 — актёр и режиссёр Коломыйского передвижного драматического театра им. Я. Галана.
В 1947 году вместе с группой актёров Коломыйского театра и представителей интеллигенции города был арестован за связи с ОУН.
В 1953 году окончил Республиканские двухлетние режиссёрские курсы в Киеве. С 1962 года — художественный руководитель самодеятельного Народного театра в Коломые.
Снимался в кино на Киевской студии имени А. Довженко, на «Мосфильме», Литовской киностудии, «Молдова-филм», в Югославии и Польше.

## Избранные театральные роли
- Чеснок — «В степях Украины», Александра Корнейчука
- Ветровой — «Калиновый гай»
- Платон — «Платон Кречет» Александра Корнейчука
- Малинин — «Любовь Яровая», Константина Тренёва
- Грициан — «Свадьба в Малиновке»
- Коршун — «Каштан Коршун», Вадима Собко
- Никита — «Дай сердцу волю, заведёт в неволю», Марка Кропивницкого
- Василь — «Цыганка Аза», Михаила Старицкого
- Сержант Коваленко — «Жизнь начинается вновь», Вадима Собко
- Гриць — «Ой, не ходи Грицю», Михаила Старицкого
- Василь — «Лимеривна», Панаса Мирного
- Омелько — «Мартын Боруля», Ивана Карпенко-Карого
- Стецько — «Сватанье на Гончаровке», Григория Квитки-Основьяненко
- Борис — «Гроза», А. Н. Островского
- Григорий Муров — «Без вины виноватые», А. Н. Островского
- Фердинанд — «Мачеха», Оноре де Бальзака
- Ранк — «Нора» — Г. Ибсена
- Никита — «Власть тьмы», Льва Толстого
- Клод — «Тропой шпиона», А. Дюма-отца
- Шварц — «Потерянный сын», Алексея Арбузова
- Юра — «Тени забытых предков», В. Маньковский, по М. Коцюбинскому
- Раду — «В воскресенье рано зелье собирала» — О. Кобылянской

## Роли в кино
- 1956 — Иван Франко — Остап Терлецкий
- 1968 — Аннычка — Семён, батрак у пана Кметя
- 1968 — Каменный крест — Георгий
- 1970 — Белая птица с чёрной отметиной — отец Мирон, отец Даны
- 1971 — Захар Беркут — Захар Беркут
- 1971 — Озарение — Андрей Осадчий
- 1971 — Зозуля с дипломом — дед Карпо
- 1972 — Пропавшая грамота — отец Василя
- 1972 — Последний гайдук — пастух
- 1972 — Наперекор всему — слепой
- 1973 — Свадьба — Кашелич
- 1973 — Повесть о женщине — Нечай
- 1973 — Новоселье — Матей Диброва
- 1973 — До последней минуты — Будзиновский, отец Мелетий
- 1973 — Дед левого крайнего — Максим Бессараб
- 1973—1974 — Потоп — Пакош Гаштовт
- 1974 — Чёртова невеста — Балтарагис, мельник, заключивший сделку с нечистым
- 1974 — Расколотое небо — Марчюс Крейвенас, отец
- 1974 — Если хочешь быть счастливым — Сергей Александрович, начальник Родионова (озвучивание Е. Копелян)
- 1975 — Конь, ружьё и вольный ветер — слепой
- 1976 — Табор уходит в небо — барин Балинт
- 1976 — Память земли — эпизод
- 1976 — Дума о Ковпаке — Иваночко
- 1976 — Карпаты, Карпаты… — Иваночко
- 1977 — Воспоминание… — эпизод
- 1978 — Мой ласковый и нежный зверь — Николай Скворцов, лесничий, отец Ольги